# 埃什堡
埃什堡（法語：Eschbourg，法語發音：[ɛʃbuʁ] ⓘ）是法国下莱茵省的一个市镇，属于萨韦尔讷区。

## 地理
埃什堡（48°48'46"N, 7°17'45"E）面积14.05 平方千米，位于法国大東部大區下莱茵省，该省份为法国大陆部分最东部的省份，是阿尔萨斯的一部分，今与上莱茵省组成了阿尔萨斯欧洲集体，其南至上莱茵省，西南接孚日省和默尔特-摩泽尔省，西接摩泽尔省，北与德国接壤，东侧沿莱茵河与德国相望。
与埃什堡接壤的市镇（或旧市镇、城区）包括：昂格维莱、维尔斯贝格、埃卡茨维莱尔、洛尔、讷维莱尔-莱萨韦尔讷、拉珀蒂特皮埃尔、普法尔兹韦埃、申堡。
埃什堡的时区为UTC+01:00、UTC+02:00（夏令时）。

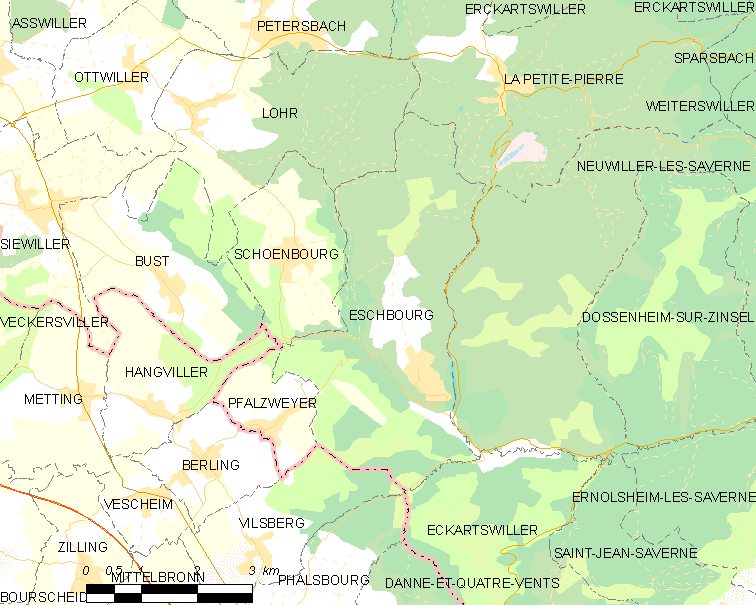
埃什堡的OSM定位图

## 行政
埃什堡的邮政编码为67320，INSEE市镇编码为67133。

## 政治
埃什堡所属的省级选区为英维莱尔县。

## 人口

1962-2008年间埃什堡人口变化图示

埃什堡于2022年1月1日时的人口数量为456人。